# Collegio di Bognor Regis and Littlehampton
Bognor Regis and Littlehampton è un collegio elettorale inglese situato nel West Sussex rappresentato alla camera dei Comuni del parlamento del Regno Unito. Elegge un membro del parlamento con il sistema maggioritario a turno unico; l'attuale parlamentare è Alison Griffiths del Partito Conservatore, che rappresenta il collegio dal 2024.

## Estensione

Bognor Regis and Littlehampton dal 2010 al 2024

- 1997-2010: i ward del distretto di Arun di Aldwick East, Aldwick West, Bersted, Felpham East, Felpham West, Hotham, Littlehampton Beach, Littlehampton Central, Littlehampton Ham, Littlehampton River, Littlehampton Wick, Marine, Middleton on Sea, Orchard, Pagham e Pevensey.
- 2010-2024: i ward del distretto di Arun di Aldwick East, Aldwick West, Beach, Bersted, Brookfield, Felpham East, Felpham West, Ham, Hotham, Marine, Middleton-on-Sea, Orchard, Pagham and Rose Green, Pevensey, River, Wick with Toddington e Yapton.
- dal 2024: i ward del distretto di Arun di Aldwick East, Aldwick West, Beach, Brookfield, Courtwick with Toddington, Felpham East (parte), Felpham West, Hotham, Marine, Middleton-on-Sea, Orchard, Pevensey, River, Rustington East, Rustington West e Yapton.

Il collegio ha una forma allungata e segue la costa dell'Inghilterra; comprende le città di Bognor Regis e Littlehampton. La piccola manifattura, il commercio e l'industria costituiscono il cuore dell'economia, sostenuta anche dal turismo stagionale. Nel collegio vive una popolazione di pensionati superiore alla media nazionale, che scelgono di abitare nei villaggi della costa meridionale inglese, dando slancio alla presenza di strutture sportive, servizi pubblici, campi da golf. La proporzione di edilizia sociale nel collegio è leggermente inferiore alla media del Regno Unito.
Prima della creazione del collegio nel 1997, le due città principali erano parte del collegio di Arundel; prima del 1974, Bognor Regis era parte del collegio di Chichester e Littlehampton era inclusa nel collegio di Arundel and Shoreham.

## Membri del parlamento
| Elezione | Elezione         | Deputato  | Partito      |
| -------- | ---------------- | --------- | ------------ |
|          | 1997             | Nick Gibb | Conservatore |
| 2024     | Alison Griffiths |           | Conservatore |

## Elezioni

### Elezioni negli anni 2020
| Partito                    | Partito                                   | Candidato                  | Risultati 4 luglio 2024 | Risultati 4 luglio 2024 |
| Partito                    | Partito                                   | Candidato                  | Voti                    | %                       |
| -------------------------- | ----------------------------------------- | -------------------------- | ----------------------- | ----------------------- |
|                            | Conservatore                              | Alison Griffiths           | 15 678                  | 32,78                   |
|                            | Laburista                                 | Clare Walsh                | 13 913                  | 29,09                   |
|                            | Reform UK                                 | Sandra Daniells            | 10 262                  | 21,46                   |
|                            | Lib Dem                                   | Henry Jones                | 5 081                   | 10,62                   |
|                            | Verdi                                     | Carol Birch                | 2 185                   | 4,57                    |
|                            | Heritage                                  | David Kurten               | 708                     | 1,48                    |
|                            |                                           |                            |                         |                         |
| Iscritti                   | Iscritti                                  | Iscritti                   | 77 565                  | 100,00                  |
| ↳ Votanti (% su iscritti)  | ↳ Votanti (% su iscritti)                 | ↳ Votanti (% su iscritti)  | 47 827                  | 61,66                   |
| ↳ Astenuti (% su iscritti) | ↳ Astenuti (% su iscritti)                | ↳ Astenuti (% su iscritti) | 29 738                  | 38,34                   |
|                            |                                           |                            |                         |                         |
|                            | Esito: collegio confermato a Conservatore |                            |                         |                         |

### Elezioni negli anni 2010
| Partito                    | Partito                                   | Candidato                  | Risultati 12 dicembre 2019 | Risultati 12 dicembre 2019 |
| Partito                    | Partito                                   | Candidato                  | Voti                       | %                          |
| -------------------------- | ----------------------------------------- | -------------------------- | -------------------------- | -------------------------- |
|                            | Conservatore                              | Nick Gibb                  | 32 521                     | 63,49                      |
|                            | Laburista                                 | Alan Butcher               | 10 018                     | 19,56                      |
|                            | Lib Dem                                   | Francis Oppler             | 5 645                      | 11,02                      |
|                            | Verdi                                     | Carol Birch                | 1 826                      | 3,56                       |
|                            | UKIP                                      | David Kurten               | 846                        | 1,65                       |
|                            | Indipendente                              | Andrew Elston              | 367                        | 0,72                       |
|                            |                                           |                            |                            |                            |
| Iscritti                   | Iscritti                                  | Iscritti                   | 77 446                     | 100,00                     |
| ↳ Votanti (% su iscritti)  | ↳ Votanti (% su iscritti)                 | ↳ Votanti (% su iscritti)  | 51 223                     | 66,14                      |
| ↳ Astenuti (% su iscritti) | ↳ Astenuti (% su iscritti)                | ↳ Astenuti (% su iscritti) | 26 223                     | 33,86                      |
|                            |                                           |                            |                            |                            |
|                            | Esito: collegio confermato a Conservatore |                            |                            |                            |

| Partito                    | Partito                                   | Candidato                  | Risultati 8 giugno 2017 | Risultati 8 giugno 2017 |
| Partito                    | Partito                                   | Candidato                  | Voti                    | %                       |
| -------------------------- | ----------------------------------------- | -------------------------- | ----------------------- | ----------------------- |
|                            | Conservatore                              | Nick Gibb                  | 30 276                  | 58,96                   |
|                            | Laburista                                 | Alan Butcher               | 12 782                  | 24,89                   |
|                            | Lib Dem                                   | Francis Oppler             | 3 352                   | 6,53                    |
|                            | Indipendente                              | Paul Sanderson             | 2 088                   | 4,07                    |
|                            | UKIP                                      | Patrick Lowe               | 1 861                   | 3,62                    |
|                            | Verdi                                     | Andrew Bishop              | 993                     | 1,93                    |
|                            |                                           |                            |                         |                         |
| Iscritti                   | Iscritti                                  | Iscritti                   | 75 852                  | 100,00                  |
| ↳ Votanti (% su iscritti)  | ↳ Votanti (% su iscritti)                 | ↳ Votanti (% su iscritti)  | 51 352                  | 67,70                   |
| ↳ Astenuti (% su iscritti) | ↳ Astenuti (% su iscritti)                | ↳ Astenuti (% su iscritti) | 24 500                  | 32,30                   |
|                            |                                           |                            |                         |                         |
|                            | Esito: collegio confermato a Conservatore |                            |                         |                         |

| Partito                    | Partito                                   | Candidato                  | Risultati 7 maggio 2015 | Risultati 7 maggio 2015 |
| Partito                    | Partito                                   | Candidato                  | Voti                    | %                       |
| -------------------------- | ----------------------------------------- | -------------------------- | ----------------------- | ----------------------- |
|                            | Conservatore                              | Nick Gibb                  | 24 185                  | 51,33                   |
|                            | UKIP                                      | Graham Jones               | 10 241                  | 21,74                   |
|                            | Laburista                                 | Alan Butcher               | 6 508                   | 13,81                   |
|                            | Lib Dem                                   | Francis Oppler             | 4 240                   | 9,00                    |
|                            | Verdi                                     | Simon McDougall            | 1 942                   | 4,12                    |
|                            |                                           |                            |                         |                         |
| Iscritti                   | Iscritti                                  | Iscritti                   | 76 048                  | 100,00                  |
| ↳ Votanti (% su iscritti)  | ↳ Votanti (% su iscritti)                 | ↳ Votanti (% su iscritti)  | 47 116                  | 61,96                   |
| ↳ Astenuti (% su iscritti) | ↳ Astenuti (% su iscritti)                | ↳ Astenuti (% su iscritti) | 28 932                  | 38,04                   |
|                            |                                           |                            |                         |                         |
|                            | Esito: collegio confermato a Conservatore |                            |                         |                         |

| Partito                    | Partito                                   | Candidato                  | Risultati 6 maggio 2010 | Risultati 6 maggio 2010 |
| Partito                    | Partito                                   | Candidato                  | Voti                    | %                       |
| -------------------------- | ----------------------------------------- | -------------------------- | ----------------------- | ----------------------- |
|                            | Conservatore                              | Nick Gibb                  | 24 087                  | 51,41                   |
|                            | Lib Dem                                   | Simon McDougall            | 11 024                  | 23,53                   |
|                            | Laburista                                 | Michael Jones              | 6 580                   | 14,04                   |
|                            | UKIP                                      | Douglas Denny              | 3 036                   | 6,48                    |
|                            | BNP                                       | Andrew Moffat              | 1 890                   | 4,03                    |
|                            | Indipendente                              | Melissa Briggs             | 235                     | 0,50                    |
|                            |                                           |                            |                         |                         |
| Iscritti                   | Iscritti                                  | Iscritti                   | 70 773                  | 100,00                  |
| ↳ Votanti (% su iscritti)  | ↳ Votanti (% su iscritti)                 | ↳ Votanti (% su iscritti)  | 46 852                  | 66,20                   |
| ↳ Astenuti (% su iscritti) | ↳ Astenuti (% su iscritti)                | ↳ Astenuti (% su iscritti) | 23 921                  | 33,80                   |
|                            |                                           |                            |                         |                         |
|                            | Esito: collegio confermato a Conservatore |                            |                         |                         |

### Elezioni negli anni 2000
| Partito                    | Partito                                   | Candidato                  | Risultati 5 maggio 2005 | Risultati 5 maggio 2005 |
| Partito                    | Partito                                   | Candidato                  | Voti                    | %                       |
| -------------------------- | ----------------------------------------- | -------------------------- | ----------------------- | ----------------------- |
|                            | Conservatore                              | Nick Gibb                  | 18 183                  | 44,62                   |
|                            | Laburista                                 | George O'Neill             | 10 361                  | 25,43                   |
|                            | Lib Dem                                   | Simon McDougall            | 8 927                   | 21,91                   |
|                            | UKIP                                      | Adrian Lithgow             | 3 276                   | 8,04                    |
|                            |                                           |                            |                         |                         |
| Iscritti                   | Iscritti                                  | Iscritti                   | 65 615                  | 100,00                  |
| ↳ Votanti (% su iscritti)  | ↳ Votanti (% su iscritti)                 | ↳ Votanti (% su iscritti)  | 40 747                  | 62,10                   |
| ↳ Astenuti (% su iscritti) | ↳ Astenuti (% su iscritti)                | ↳ Astenuti (% su iscritti) | 24 868                  | 37,90                   |
|                            |                                           |                            |                         |                         |
|                            | Esito: collegio confermato a Conservatore |                            |                         |                         |

| Partito                    | Partito                                   | Candidato                  | Risultati 7 giugno 2001 | Risultati 7 giugno 2001 |
| Partito                    | Partito                                   | Candidato                  | Voti                    | %                       |
| -------------------------- | ----------------------------------------- | -------------------------- | ----------------------- | ----------------------- |
|                            | Conservatore                              | Nick Gibb                  | 17 602                  | 45,17                   |
|                            | Laburista                                 | George O’Neill             | 11 959                  | 30,69                   |
|                            | Lib Dem                                   | Pamela Peskett             | 6 846                   | 17,57                   |
|                            | UKIP                                      | George Stride              | 1 779                   | 4,57                    |
|                            | Verdi                                     | Lilius Cheyne              | 782                     | 2,01                    |
|                            |                                           |                            |                         |                         |
| Iscritti                   | Iscritti                                  | Iscritti                   | 66 955                  | 100,00                  |
| ↳ Votanti (% su iscritti)  | ↳ Votanti (% su iscritti)                 | ↳ Votanti (% su iscritti)  | 38 968                  | 58,20                   |
| ↳ Astenuti (% su iscritti) | ↳ Astenuti (% su iscritti)                | ↳ Astenuti (% su iscritti) | 27 987                  | 41,80                   |
|                            |                                           |                            |                         |                         |
|                            | Esito: collegio confermato a Conservatore |                            |                         |                         |

## Risultati dei referendum

### Referendum sulla permanenza del Regno Unito nell'Unione europea del 2016
|             | Collegio                       | Lasciare UE % | Rimanere in UE % |
| ----------- | ------------------------------ | ------------- | ---------------- |
|             | Bognor Regis and Littlehampton | 64,2%         | 35,8%            |
| Inghilterra | 53,3%                          | 46,7%         |                  |
| Regno Unito | 51,9%                          | 48,1%         |                  |